# Bell P-59A Airacomet

Bell P-59A Airacomet

De Bell P-59A was een gevechtsvliegtuig ontworpen en gebouwd door Bell Aircraft tijdens de Tweede Wereldoorlog in de Verenigde Staten. Het prototype, de XP-59A, was het eerste straalvliegtuig dat vloog in de VS op 1 oktober 1942. Van het type werden enkele vliegtuigen gebouwd en presteerde zo slecht dat de United States Army Air Forces (USAAF) het contract vernietigde voor de helft van de gecontracteerde vliegtuigen gebouwd waren. De P-59 nam nooit deel aan militaire operaties.

## Geschiedenis
Generaal-Majoor van de USAAF Henry H. Arnold woonde een demonstratie van de Britse Gloster E.28/39-straaljager bij in april 1941. Hij vroeg, en kreeg, de plannen van de straalmotor, die hij meenam naar de VS. Op 4 september, gaf hij General Electric een contract om een Amerikaanse versie van de motor te bouwen. In totaal werden er 15 straalmotoren besteld van het type General Electric I-A, de nieuw te bouwen motor. De volgende dag benaderde hij Lawrence Bell voor het bouwen van een jager om de motor in te bouwen. Op 30 september werd het contract met Bell Aircraft Corporation getekend voor de bouw van drie prototypes met voor het eerste prototype een deadline acht maanden na het tekenen van het contract. De serienummers van de prototypes waren 42-108784, 42-108785 en 42-108786. Om eventuele spionnen verkeerde informatie te geven, de USAAF gaf het project het ontwerpnummer XP-59A, om het te laten lijken of het een verbetering betrof van een jager-project van Bell dat totaal niets met dit vliegtuig te maken had en dat was geannuleerd.
Het project kreeg de hoogste prioriteit. Omdat de ingenieurs van Bell weinig of niets wisten van de nieuwe turbojets van General Electric, ontwierpen ze een eerder conventioneel vliegtuig. Twee maanden nadat het contract was getekend, had Bell een ontwerp voor een vliegtuig met een middenvleugelige eendekker met een volledig intrekbaar drievoudig onderstel. De twee General Electric I-A straalmotoren werden onder de vleugels tegen de romp geplaatst. De staart van het vliegtuig was hoog geplaatst, om niet in de weg te komen van de uitlaatgassen van de straalmotoren. Het vliegtuig had een cockpit onder druk, die bereikt kon worden door een van scharnieren voorziene baldakijn aan de zijkant. Het vliegtuig werd gebouwd in twee secties, de voorste met de bewapende neus en de cockpit, en de achterste met de staart. Het had twee 37 mm-kanonnen als bewapening. De USAAF keurde het originele ontwerp goed en op 9 januari 1942 begon de productie van de drie prototypes.
In maart 1942, lang voor de prototypes waren voltooid, werd een bestelling van dertien YP-59A's in preproductie, met de serienummers 42-108771 tot en met 42-108783, bedoeld voor tests toegevoegd aan het contract. Deze zouden worden voorzien van I-16 (later J-31 genaamde) straalmotoren. Deze waren voorzien van een echte naar achter glijdende baldakijn.
Op 12 september 1942 werd de eerste XP-59A via spoor naar het Muroc Army Air Field (vandaag Edwards Air Force Base) in Californië gebracht voor testen. Tijdens de behandeling op de grond, werd er een valse propeller aan het vliegtuig vastgemaakt om het vliegtuig te laten lijken op een gewoon propellervliegtuig. Het vliegtuig verliet voor het eerste de grond tijdens taxiën op hoge snelheid op 1 oktober met een testpiloot van Bell, Robert Stanley, achter de stuurknuppel, maar de eerste officiële vlucht werd gemaakt door Kolonel Laurence Craigie, de volgende dag. De tweede XP-59A maakte zijn eerste vlucht op 15 februari 1943, en de derde in april. Tests gedurende de volgende maanden met de drie XP-59A's onthulden verschillende problemen, zoals slechte reacties en betrouwbaarheid van de motor (normale tekortkomingen van alle vroege turbojets), en de performance was ver onder de verwachtingen. Maar ondanks dat, en zelf voor de levering van de eerste YP-59's in juni 1943, bestelde de USAAF 100 productie-eenheden, met ontwerpnummer P-59A Airacomet.
De eerste YP-59A bereikte Muroc in juni 1943, en toen gaf de USAAF het project de naam Airacomet. De YP-59A had sterkere motoren dan zijn voorganger, maar de verbeteringen qua performance waren te verwaarlozen. De derde YP-59A, met serienummer 42-108773 werd geruild met de RAF voor de eerste productie-Gloster Meteor Mk.I. Britse piloten vonden dat het toestel ongunstig was ten opzichte van de lokaal geproduceerde jets die al vlogen in het Verenigd Koninkrijk (Het toestel was ook ongunstig ten opzichte van de P-51 Mustang.). De achtste en de negende YP-59A (42-108778 en 42-18779) werden ook geleverd aan de US Navy waar ze geëvalueerd werden als de YF2L-1 maar men vond als snel dat ze volledig onbruikbaar waren voor operaties vanaf vliegkampschepen. De laatste vier YP-59A's hadden een zwaardere bewapening met een 37 mm-kanon en drie 12,7-machinegeweren, die standaard zouden worden op de latere P-59A's. De laatste YP-59A werd geleverd eind juni 1944.

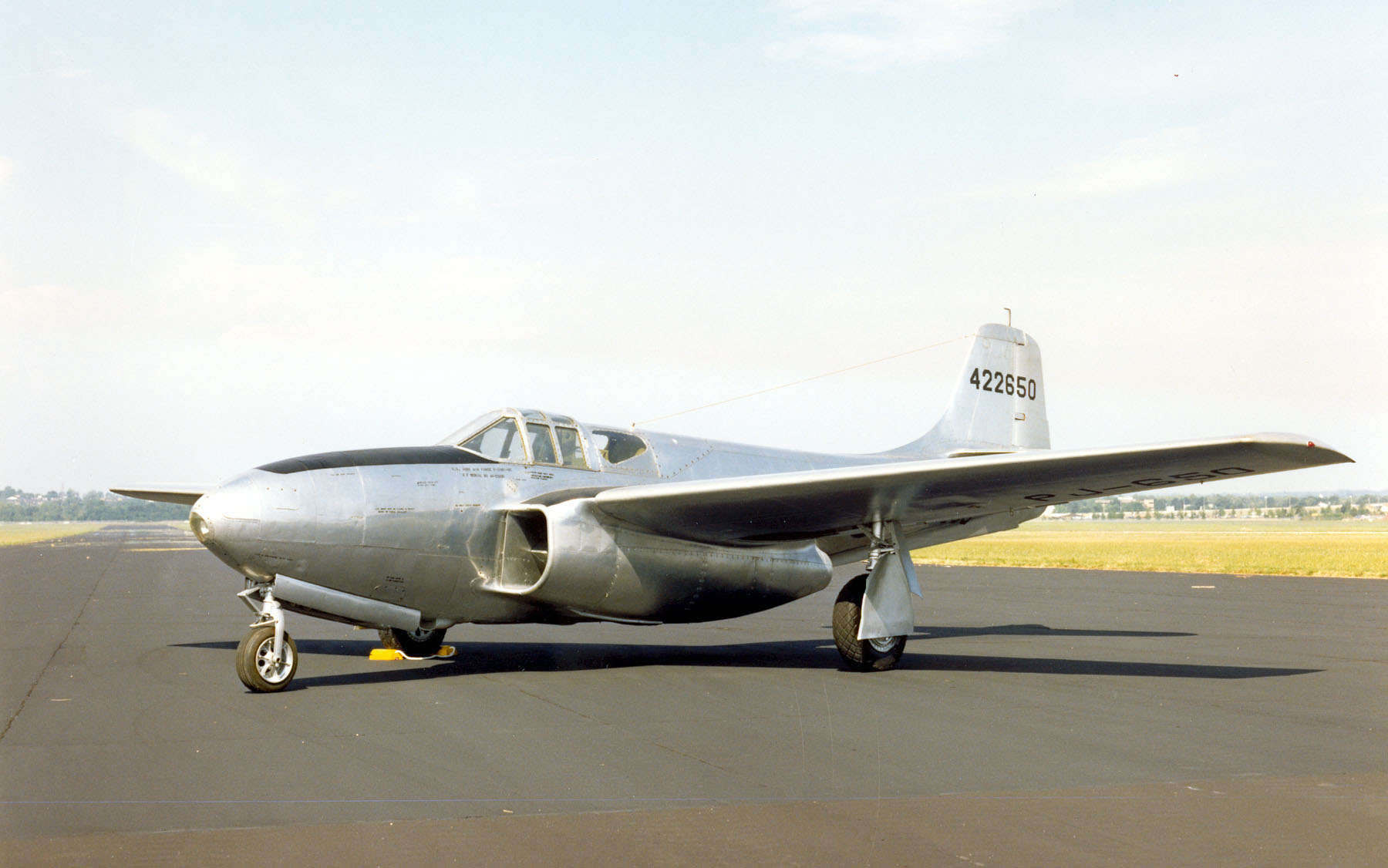
Een latere P-59B (44-22650) op het USAF museum.

Wegens de zelfs beneden het peil van de gewone propellervliegtuigen zijnde prestaties, halveerde de USAAF de bestelling van 100 P-59A's op 30 oktober 1943. De P-59A's werden aangedreven door General Electric J31-GE-3 turbojets, alhoewel de laatste met J31-GE-5's, de serienummers van de gebouwde P-59A's waren 42-2609 tot en met 42-2628. Toen men bezig was met de één en twintigste P-59A, werd besloten om de resterende 29 en de in aanbouw zijnde 42-2629, te bouwen als een licht verbeterde versie, P-59B, met de serienummers 42-2629 tot en met 42-2658. De laatste P-59B werd geleverd in mei 1945. Ondanks dat de P-59 geen groot succes was, gaf dit type de USAAF de ervaring voor operaties met straalvliegtuigen die de basis zou vormen voor latere, meer geavanceerde types zoals de P-80 Shooting Star, die binnenkort beschikbaar zouden worden.

## Museumexemplaren
Het originele XP-59A prototype staat in het Milestones of Flight Gallery of the National Air and Space Museum in Washington D.C. samen met de Wright Flyer en de Apollo 11 commando module Columbia. Een P-59A staat in het March Field Air Museum in Riverside, Californië, terwijl een exemplaar van een P-59B model tentoongesteld is in het National Museum of the United States Air Force op de Wright-Patterson Air Force Basis bij Dayton in Ohio. In 1991 kreeg het Planes of Fame Museum in Chino, Californië een P-59A om te restaureren.

## Militaire gebruikers
- Verenigd Koninkrijk: Royal Air Force (1 in ruil voor een Gloster Meteor Mk.I)
- Verenigde Staten: United States Army Air Force (3 XP-59A, 13 YP-59, 20 P-59A, 30 P-59B), United States Navy (2 YF2L-1)

### Squadrons
De volgende USAAF of USAF squadrons hebben ooit P-59 in dienst gehad:

#### AAF Base Units
- 412th AAF Base Unit (USAAF)
- 420th AAF Base Unit (USAAF)

#### Fighter Groups
- 412th Fighter Group (USAAF)

#### Fighter Squadrons
- 31st Fighter Squadron (USAAF)
- 445th Fighter Squadron (USAAF)

## Varianten
- XP-59A: Drie testmodellen.
- YP-59A: Dertien préproductiemodellen, waarvan twee later naar de US Navy.
  - YF2L-1: Twee omgebouwde modellen van de YP-59A voor de US Navy.
- P-59A: Twintig productiemodellen, gebruikt als trainers.
- P-59B: Dertig productiemodellen, gebruikt als trainers.
- XP-59B: Voorgestelde versie met één I-16 motor in de romp, maar later werd de bestelling naar Lockheed verplaatst, die er later de Lockheed P-80 Shooting Star van zou maken.

Totale productie: 66 toestellen, waarvan 3 prototypes en 13 proefseriemodellen

## Vliegtuigen
| Productienummer | Type   | Eerste Vlucht     | Opmerkingen | Foto |
| --------------- | ------ | ----------------- | --- | ---- |
| 42-108784       | XP-59A | 1 oktober 1942    | Het eerste prototype van de XP-59A. |      |
| 42-108785       | XP-59A | 15 februari 1943  | Het tweede prototype. |      |
| 42-108786       | XP-59A | april 1943        | Het derde prototype. |      |
| 42-108771       | YP-59A | augustus 1943     | Het eerste vliegtuig van de préproductieserie, dat Muroc bereikte in juni 1943 |      |
| 42-108772       | YP-59A | ?                 | |      |
| 42-108773       | YP-59A | 28 september 1943 | Dit vliegtuig werd met het Verenigd Koninkrijk geruild voor een Gloster Meteor Mk. I. Nadat hij gearriveerd was in Groot-Brittannië, werd hij geassembleerd door Gloster in Moreton Vallance, en werd voor de eerste keer (door een piloot van Bell) gevlogen op 28 september 1943. Het vliegtuig kreeg het RAF serienummer RJ362/G. Op 5 november 1943 werd hij overgebracht naar Farnborough. Het stond ingeschreven in de top-secret straalvliegtuiglijst (samen met de Gloster E.28/39, de de Havilland Vampire en de Gloster Meteor), maar de Airacomet had veel te lichte straalmotoren zodat hij een slecht rapport kreeg qua performance en acceleratie. |      |
| 42-108774       | YP-59A | ?                 | |      |
| 42-108775       | YP-59A | ?                 | |      |
| 42-108776       | YP-59A | ?                 | |      |
| 42-108777       | YP-59A | ?                 | |      |
| 42-108778       | YP-59A | ?                 | In december 1943 kreeg de US Navy de achtste en de negende YP-59A's voor tests. Ze werden volgens sommige bronnen YF2L-1 genaamd, maar dat is raar, want de F2L's waren enkele P-39Q vliegtuigen die als doelvliegtuigen gebruikt werden. Het was echter een undercover project, dus de verkeerde ontwerpnummers geven was normaal voor bescherming tegen de vijandelijke spionnen. In elk geval, de US Navy vond de YF2L-1 toestellen niet geschikt voor de carrier operaties die ze zouden moeten uitvoeren. |      |
| 42-108779       | YP-59A | ?                 | |      |
| 42-108780       | YP-59A | ?                 | |      |
| 42-108781       | YP-59A | ?                 | |      |
| 42-108782       | YP-59A | ?                 | |      |
| 42-108783       | YP-59A | juni 1944         | |      |
| 42-2609         | P-59A  | ?                 | |      |
| 42-2610         | P-59A  | ?                 | |      |
| 42-2611         | P-59A  | ?                 | |      |
| 42-2612         | P-59A  | ?                 | |      |
| 42-2613         | P-59A  | ?                 | |      |
| 42-2614         | P-59A  | ?                 | Dit toestel staat nu in het March Field Air Museum. |      |
| 42-2615         | P-59A  | ?                 | |      |
| 42-2616         | P-59A  | ?                 | |      |
| 42-2617         | P-59A  | ?                 | |      |
| 42-2618         | P-59A  | ?                 | |      |
| 42-2619         | P-59A  | ?                 | |      |
| 42-2620         | P-59A  | ?                 | |      |
| 42-2621         | P-59A  | ?                 | |      |
| 42-2622         | P-59A  | ?                 | |      |
| 42-2623         | P-59A  | ?                 | |      |
| 42-2624         | P-59A  | ?                 | |      |
| 42-2625         | P-59A  | ?                 | |      |
| 42-2626         | P-59A  | ?                 | |      |
| 42-2627         | P-59A  | ?                 | |      |
| 42-2628         | P-59A  | ?                 | |      |
| 42-2629         | P-59B  | ?                 | Zou oorspronkelijk gebouwd worden als een P-59A, maar werd uiteindelijk afgebouwd als een P-59B |      |
| 42-2630         | P-59B  | ?                 | |      |
| 42-2631         | P-59B  | ?                 | |      |
| 42-2632         | P-59B  | ?                 | |      |
| 42-2633         | P-59B  | ?                 | |      |
| 42-2634         | P-59B  | ?                 | |      |
| 42-2635         | P-59B  | ?                 | |      |
| 42-2636         | P-59B  | ?                 | |      |
| 42-2637         | P-59B  | ?                 | |      |
| 42-2638         | P-59B  | ?                 | |      |
| 42-2639         | P-59B  | ?                 | |      |
| 42-2640         | P-59B  | ?                 | |      |
| 42-2641         | P-59B  | ?                 | |      |
| 42-2642         | P-59B  | ?                 | |      |
| 42-2643         | P-59B  | ?                 | |      |
| 42-2644         | P-59B  | ?                 | |      |
| 42-2645         | P-59B  | ?                 | |      |
| 42-2646         | P-59B  | ?                 | |      |
| 42-2647         | P-59B  | ?                 | |      |
| 42-2648         | P-59B  | ?                 | |      |
| 42-2649         | P-59B  | ?                 | |      |
| 42-2650         | P-59B  | ?                 | |      |
| 42-2651         | P-59B  | ?                 | |      |
| 42-2652         | P-59B  | ?                 | |      |
| 42-2653         | P-59B  | ?                 | |      |
| 42-2654         | P-59B  | ?                 | |      |
| 42-2655         | P-59B  | ?                 | |      |
| 42-2656         | P-59B  | ?                 | |      |
| 42-2657         | P-59B  | ?                 | |      |
| 42-2658         | P-59B  | ?                 | |      |

## Vergelijkbare vliegtuigen
- Messerschmitt Me 262 - 's Werelds eerste operationele straaljager.
- Gloster Meteor - 's Werelds eerste geallieerde operationele straaljager.
- Nakajima Kikka
- Sukhoi Su-9

### Ontwerpvolgorde
XP-56-XP-57-XP-58-Bell P-59A Airacomet-P-60-P-61-XP-62